# حمزة فتح الله
الشيخ أحمد فتح الله (ولد سنة 1266 هـ 1849م، الإسكندرية - توفي سنة 1337 هـ 1918م، القاهرة) أحد مشايخ الأزهر وأحد أعلام اللغة العربية في العصر الحديث. له مؤلفات متنوعة الموضوعات، أهمها ما يتصل باللغة العربية: المواهب الفتحية في علوم اللغة العربية في جزئين، ورسالة في الكلمات غير العربية الواقعة في القرآن، ورسالة في الترجمة والتعريب. وهو شاعر تقليدي، مغرق في جلب ألفاظ الحياة البدوية وصورها المأثورة في الشعر القديم، ألف بعضها في مدح شخصيات أوروبية، كملوك السويد.

## حياته وتعليمه
هو من أصول مغاربية، فوالده من تونس ولكنه هاجر إلى مصر واستقر بها وعمل إماماً فيها وتوفي قبل أن يولد ابنه حمزة. كان حمزة تحت رعاية أخته وزوجها الذي كفله منذ صغره وحرص على تعليمه، فأرسله بداية إلى أحد الكتاتيب لحفظ القرآن الكريم، حيث أتم حفظه بإتقان في سن العاشرة. وتلقى العلم في أحد المساجد التي كانت تنتهج طرق الأزهر في التعليم والتدريس. وبعد فترة من الدراسة في حلقات العلم انتقل الشاب اليافع إلى القاهرة والتحق بالجامع الأزهر ودرس فيه بتوسع كبير علوم الفقه والتفسير والأدب واللغة وكان مهتماً باللغة العربية أشد الاهتمام حريصا على الحفظ والقراءة في علومها.

### عمله في الصحافة
رجع حمزة فتح بعد أخذه الإجازة من الجامع الأزهر إلى الإسكندرية، حيث درس هنالك بعض الوقت ثم انتقل للعمل في المجال الصحفي، فعمل مساهماً في تحرير جريدة الكوكب الشرقي، وهي جريدة أسبوعية أنشأها سليم حموي سنة 1873، ثم تلقى دعوة من تونس ليترأس تحرير جريدتها الرسمية وهي جريدة الرائد التونسي، وعمل مع الحكومة التونسية بشكل نشيط عندما تولى إدارة المطبعة الأميرية التونسية.

### عودته إلى الإسكندرية
أمضى فتح الله فترة 8 سنوات في تونس عاد بعدها إلى الإسكندرية عام 1881 وعمل مع محمد عوض في تحرير جريدة البرهان الأسبوعية التي كانت تصدر من الإسكندرية كل خميس، وكانت من الصحف الموالية للخديوي توفيق، ومن ثم أنشأ جريدة مستقلة أطلق عليها اسم «الاعتدال» عام 1882 وكانت كذلك موالية في آرائها للخديوي وحكمه، معارضة تغيير النظام السياسي بالقوة.

## في مدرسة دار العلوم
عمل الشيخ حمزة مفتشاً للغة العربية، وتولى رئاسة قلم الإنشاء والترجمة، واستعان به علي مبارك في تطوير المناهج في مدرسة دار العلوم. وألقى فتح الله في هذه المدرسة محاضراته الشهيرة في علمي اللغة والأدب والتي جمعت في كتاب اسمه المواهب الفتحية في علوم اللغة العربية وكانت هذه المحاضرات تدور حول قول النبي محمد صلى الله عليه وسلم: «العالم أمين الله في الأرض». ويعد كتاب المواهب من أوائل الكتب في العصر الحديث التي كانت بداية نهضة أدبية في مصر مع الحفاظ على الحس الأصيل للغة العربية كما درسها الأوائل.

### استكهولم
باكورة الكلام على حقوق النساء في الإسلام كان هذا عنوان المحاضرة التي ألقاها الشيخ حمزة في المؤتمر الثامن للمستشرقين في استوكهولم سنة 1889، والتي كانت بحثاً في هذا الشأن جاء في مقدمة وعشرة أبواب تناول فيه العديد من القضايا الإشكالية حول حقوق المرأة في الإسلام ومكانتها في الفقه الإسلامي كقضية تعدد الزوجات والطلاق وقضايا الزواج وأحكامه.
كما ألقى هناك قصيدة بائية في ختام المؤتمر، في مدح ملك السويد والنرويج، تجاوزت مائة وخمسة عشر بيتًا.

### وفاته
توفي الشيخ حمزة فتح الله في 8 جمادى الأولى 1336 هجرية الموافق 19 شباط 1918 بإدكو بمحافظة البحيرة المصرية.

## مؤلفاته
- العقود الدرية في العقائد التوحيدية
- الكلمات غير العربية في القرآن الكريم
- التحفة السنية في التواريخ العربية
- باكورة الكلام على حقوق المرأة في الإسلام[5]
- المواهب الفتحية في علوم اللغة العربية